# Thüringer HC
Der Thüringer Handball Club Erfurt-Bad Langensalza e. V. ist ein Handballverein aus Erfurt und Bad Langensalza. Der Verein hat seinen Sitz gemäß § 1 Nr. 3 der Vereinssatzung in Erfurt. Die größten sportlichen Erfolge des Vereins sind der Gewinn der deutschen Meisterschaft 2011, 2012, 2013, 2014, 2015, 2016 und 2018, des DHB-Pokals 2011, 2013 und 2019 und der EHF European League 2025 im Frauenhandball.

## Geschichte
Die Wurzeln des THC Erfurt liegen in den 1960er Jahren in der damaligen Betriebssportgemeinschaft Motor-Nord-Erfurt. Diese wurde später zur BSG Umformtechnik Erfurt (UT Erfurt) umbenannt. Größter Erfolg der Handballabteilung der BSG Umformtechnik Erfurt war der Sieg der Frauen im FDGB-Pokal, im Handballpokal der DDR, im Jahr 1975.
Als nach der Wende der Trägerbetrieb, das Kombinat Umformtechnik Erfurt, keinerlei Unterstützung einer leistungsorientierten Arbeit mehr leistete, schlossen sich die Handballerinnen in der Mehrzahl dem TSV Erfurt an und spielten bis 1994 mit ihrer Mannschaft in der ersten bzw. zweiten Bundesliga.
Der TSV Erfurt war bis 1996 der größte Erfurter Sportverein. Es gab eine Vielzahl alter (Schwimmen, Leichtathletik, Radsport, Fußball) und neu gegründeter Abteilungen wie z. B. Handball, Wandern, Boxen.
Auf Grund der Veränderungen nach der Wende war der Verein in seiner Größe wirtschaftlich kaum noch zu führen. Einzelne Abteilungen gründeten selbständige Vereine – so auch die Handballabteilung im Dezember 1996 – den Handball-Club Erfurt.
Am 9. Juni 2000 wurde der Name Thüringer Handball-Club Erfurt-Bad Langensalza auf der Mitgliederversammlung angenommen. Damit startete ein Thüringer Verein in die Saison 2000/01, der durch die Fusion des HC Erfurt mit der Handballabteilung des SV Empor Bad Langensalza entstand. Zur Saison 2006/07 wurde die 1. Frauenmannschaft aus dem Verein ausgegliedert, den Spielbetrieb organisiert seitdem die THC Sport GmbH.
Die Heimspiele werden in der Salzahalle in Bad Langensalza ausgetragen. Die notwendige Rekonstruktion und die Erweiterung der Zuschauerkapazität durch einen modernen Anbau machten für die Spielzeit 2019/2020 das Ausweichen auf die Riethsporthalle in Erfurt notwendig. Die Spiele im EHF-Cup werden meist in der Nordhäuser Wiedigsburghalle ausgetragen.

## Mannschaften
Seit 2005 spielt die Frauenmannschaft in der 1. Bundesliga.
In der Saison 2004/05 schaffte die Frauenmannschaft den Aufstieg in die erste Bundesliga und erreichte in den ersten beiden Spielzeiten eine Platzierung im Tabellenmittelfeld.
In der Saison 2007/08 schaffte die Bundesligamannschaft die erstmalige Teilnahme am Europacup. In der Saison 2008/09 konnte nicht an die Erfolge der vergangenen Spielzeiten angeknüpft werden und der THC landete am Saisonende auf einem Abstiegsplatz. Da der 1. FC Nürnberg wegen Insolvenz sein Team zurückzog, blieb der THC dennoch in der 1. Bundesliga. Auf internationaler Ebene verlief die Saison 2008/09 weitaus besser: Die Mannschaft erreichte das Finale des EHF Challenge Cups, in dem sie allerdings in zwei Finalspielen dem HB Cercle Nîmes unterlag.
In der Saison 2009/10 belegten die Thüringerinnen in der Meisterschaftsrunde den 8. Tabellenplatz und qualifizierten sich damit für die Play-off-Spiele. Dort scheiterten sie im Viertelfinale am späteren Meister HC Leipzig.
Die Saison 2010/11 wurde zur erfolgreichsten Spielzeit der Vereinsgeschichte. In der Bundesliga lagen die Thüringerinnen nach Abschluss der Hauptrunde mit 39:5 Punkten auf dem 1. Platz. In den anschließenden Play-off-Spielen setzten sie sich zunächst gegen die HSG Blomberg-Lippe mit 25:25 (auswärts) und 38:28 (daheim) sowie gegen den VfL Oldenburg mit 34:23 (auswärts) und 31:32 (daheim) durch. Die Finalspiele gegen den Buxtehuder SV entwickelten sich zu einem „Handball-Krimi“. Nachdem die Thüringerinnen das Auswärtsspiel in Buxtehude bereits mit 34:29 für sich entschieden hatten, schien der Titel im Finalrückspiel bereits verspielt, als der THC in eigener Halle in Bad Langensalza fünfeinhalb Minuten vor Schluss mit 19:28 zurücklag. In der Schlussphase gelangen dem THC aber noch 4 Tore, so dass der Meistertitel trotz einer 23:28-Niederlage aufgrund der Auswärtstorregel an die Thüringerinnen ging. Eine Woche später krönte der THC die Saison mit dem erstmaligen Gewinn des DHB-Pokals. In der Finalrunde in Göppingen setzten sich die Thüringerinnen im Halbfinale zunächst mit 26:22 gegen den HC Leipzig durch und schlugen im Finale den Endspielgegner um die deutsche Meisterschaft, den Buxtehuder SV, mit 27:25. Zuvor hatte der THC den Pokalverteidiger TSV Bayer Leverkusen (3. Runde), den Zweitligisten HSG Bad Wildungen (Achtelfinale) und den VfL Oldenburg (Viertelfinale) ausgeschaltet.
In der Saison 2011/12 war der THC aufgrund des Gewinns des Meistertitels 2011 erstmals für die EHF Champions League der Frauen qualifiziert, wobei die Thüringerinnen direkt für die Gruppenphase gesetzt waren. Dort war die Konkurrenz jedoch zu stark. Gegen den späteren Champions-League-Sieger 2012 ŽRK Budućnost Podgorica aus Montenegro, den FC Midtjylland aus Dänemark und den norwegischen Verein Byåsen IL holte man insgesamt aus sechs Spielen nur einen Punkt und schied als Gruppenletzter aus. Im DHB-Pokal scheiterte man als Titelverteidiger im Achtelfinale in einer Neuauflage des Vorjahresfinales deutlich mit 28:37 am Buxtehuder SV. Deutlich besser lief es jedoch in der Meisterschaft: In der Hauptrunde belegten die Thüringerinnen wie im Vorjahr den 1. Platz, diesmal mit 32:8 Punkten, punktgleich vor Vizemeister Buxtehude. In den Play-off-Spielen setzte man sich im Viertelfinale zunächst wie im Vorjahr gegen die HSG Blomberg-Lippe durch (29:26 auswärts, 27:25 daheim). Im Halbfinale konnte man gegen Bayer Leverkusen eine 25:26-Auswärtsniederlage durch einen 29:25-Heimsieg wettmachen, so dass man das Meisterschaftsfinale erreichte. Dort war wie im Vorjahr der Buxtehuder SV, der sich knapp gegen den HC Leipzig durchgesetzt hatte, der Gegner. Nach einer 25:26-Niederlage im Finalhinspiel setzten sich die Thüringerinnen im Rückspiel in eigener Halle mit 28:26 durch und gewannen damit das Finale mit einem Tor Vorsprung, so dass der Meistertitel erfolgreich verteidigt werden konnte.
In der Saison 2012/13 schlug sich der Thüringer HC auf internationalem Parkett beachtlich. In der Champions League erreichten die Deutschen sechs Punkte, was für den dritten Gruppenplatz reichte. Damit ging es im Cup der Cupsieger weiter. Im Achtelfinale stellte der mazedonische Klub WHC Metalurg kein Hindernis dar, im Viertelfinale wurde Balonmano Bera Bera (Spanien) ebenso klar eliminiert. Im Semifinale stand das Duell gegen einen anderen CL-Gruppendritten – Hypo Niederösterreich – auf dem Programm. Nach einem denkwürdigen 32:32 im Heimspiel kam in der Südstadt nach einer knappen 22:24-Niederlage das Aus.

### Erfolge
- Deutscher Meister 2011, 2012, 2013, 2014, 2015, 2016 und 2018
- DHB-Pokalsieger 2011, 2013 und 2019
- als BSG Umformtechnik Erfurt Sieg im FDGB-Pokal 1975
- DHB-Supercup 2015, 2016 und 2018
- EHF European League 2025
- Finalist im EHF Challenge Cup 2009
- Aufstieg in die 1. Bundesliga 2005

### Saisonbilanzen
| Saison  | Spielklasse        | Platz | Spiele | S  | U | N  | Tore    | Diff. | Punkte |
| ------- | ------------------ | ----- | ------ | -- | - | -- | ------- | ----- | ------ |
| 2000/01 | Regionalliga Mitte | 1     | 24     | 22 | 0 | 2  | 717:515 | +202  | 44:4   |
| 2001/02 | 2. Bundesliga Nord | 5     | 26     | 16 | 2 | 8  | 701:617 | +84   | 34:18  |
| 2002/03 | 2. Bundesliga Süd  | 6     | 26     | 14 | 2 | 10 | 792:702 | +90   | 30:22  |
| 2003/04 | 2. Bundesliga Süd  | 2     | 28     | 20 | 5 | 3  | 880:723 | +157  | 45:11  |
| 2004/05 | 2. Bundesliga Süd  | 4     | 26     | 19 | 2 | 5  | 799:653 | +146  | 40:12  |
| 2005/06 | Bundesliga         | 8     | 22     | 9  | 0 | 13 | 598:625 | −27   | 18:26  |
| 2006/07 | Bundesliga         | 6     | 22     | 10 | 1 | 11 | 613:649 | −36   | 21:23  |
| 2007/08 | Bundesliga         | 6     | 22     | 11 | 0 | 11 | 580:568 | 12    | 22:22  |
| 2008/09 | Bundesliga         | 11    | 22     | 7  | 2 | 13 | 572:598 | −26   | 16:28  |
| 2009/10 | Bundesliga         | 8     | 22     | 8  | 2 | 12 | 585:610 | −25   | 16:28  |
| 2010/11 | Bundesliga         | 1     | 22     | 19 | 1 | 2  | 674:544 | +130  | 39:5   |
| 2011/12 | Bundesliga         | 1     | 20     | 16 | 0 | 4  | 596:482 | +114  | 32:8   |
| 2012/13 | Bundesliga         | 1     | 22     | 18 | 1 | 3  | 694:504 | +190  | 37:7   |
| 2013/14 | Bundesliga         | 1     | 22     | 21 | 1 | 0  | 727:495 | +232  | 43:1   |
| 2014/15 | Bundesliga         | 1     | 26     | 23 | 1 | 2  | 840:629 | +211  | 47:5   |
| 2015/16 | Bundesliga         | 1     | 26     | 21 | 1 | 4  | 796:632 | +167  | 43:9   |
| 2016/17 | Bundesliga         | 2     | 26     | 21 | 2 | 3  | 805:667 | +138  | 44:8   |
| 2017/18 | Bundesliga         | 1     | 26     | 24 | 0 | 2  | 829:633 | +196  | 48:4   |
| 2018/19 | Bundesliga         | 2     | 26     | 25 | 0 | 1  | 812:608 | +204  | 50:2   |
| 2019/20 | Bundesliga         | 4     | 17     | 12 | 0 | 5  | 532:408 | +124  | 24:10  |
| 2020/21 | Bundesliga         | 4     | 30     | 21 | 1 | 8  | 941:805 | +136  | 43:17  |
| 2021/22 | Bundesliga         | 4     | 26     | 16 | 2 | 8  | 745:688 | +57   | 34:18  |
| 2022/23 | Bundesliga         | 2     | 26     | 22 | 1 | 3  | 845:670 | +175  | 45:7   |
| 2023/24 | Bundesliga         | 3     | 26     | 19 | 1 | 6  | 847:679 | +168  | 39:13  |
| 2024/25 | Bundesliga         | 4     | 22     | 15 | 1 | 6  | 685:605 | +80   | 31:13  |

|  | Aufstieg |
|  | Abstieg  |

## Kader für die Saison 2025/26

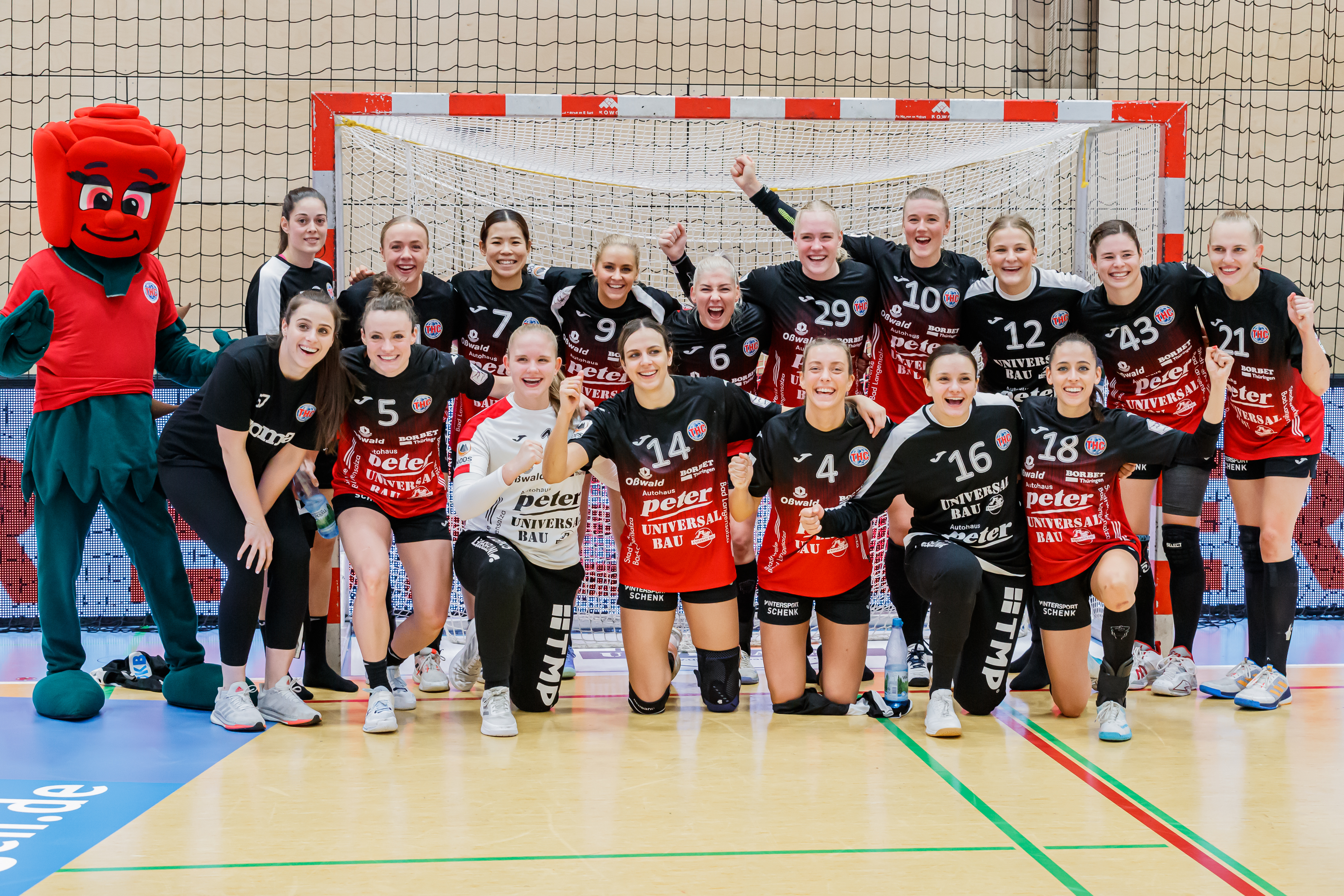
Teamfoto Saison 2022/23

| Nr. | Nat.           | Name                       | Position   | Geburtstag | Größe  | seit | Letzter Verein               |
| --- | -------------- | -------------------------- | ---------- | ---------- | ------ | ---- | ---------------------------- |
| 1   | Schwedin       | Christina Lövgren Hallberg | TW         | 11.06.2000 | 1,76 m | 2024 | IF Hallby HK (SWE)           |
| 11  | Deutsche       | Laura Kuske                | TW         | 19.11.2001 | 1,78 m | 2025 | Buxtehuder SV                |
| 3   | Niederländerin | Sharon Nooitmeer           | KM         | 11.06.1999 | 1,78 m | 2024 | Sport-Union Neckarsulm       |
| 6   | Niederländerin | Nathalie Hendrikse         | RA         | 04.04.1995 | 1,68 m | 2022 | Sport-Union Neckarsulm       |
| 7   | Deutsche       | Lotta Heider               | RA         | 15.01.2002 | 1,73 m | 2025 | Buxtehuder SV                |
| 13  | Brasilianerin  | Giulia Guarieiro           | RL         | 24.07.1995 | 1,74 m | 2025 | KH-7 BM. Granollers          |
| 14  | Italienerin    | Anika Niederwieser         | RL         | 28.02.1992 | 1,86 m | 2021 | TuS Metzingen                |
| 19  | Ungarin        | Luca Faragó                | KM         | 11.10.2002 | 1,74 m | 2025 | Mosonmagyaróvári KC SE (HUN) |
| 20  | Deutsche       | Jana Scheib                | RR         | 10.10.2000 | 1,80 m | 2025 | TuS Metzingen                |
| 22  | Dänin          | Rikke Hoffbeck Petersen    | LA         | 22.07.1997 | 1,75 m | 2024 | SønderjyskE Håndbold (DNK)   |
| 23  | Japanerin      | Natsuki Aizawa             | RM         | 06.01.1999 | 1,60 m | 2024 | Hokkoku Bank (JPN)           |
| 25  | Deutsche       | Kim Ott ZSR                | RM         | 17.02.2006 | 1,84 m | 2022 | TuS Königsdorf               |
| 26  | Ungarin        | Anna Szabó                 | LA         | 11.06.2004 | 1,78 m | 2024 | Budaörs Handball (HUN)       |
| 29  | Österreicherin | Johanna Reichert           | RL         | 31.12.2001 | 1,79 m | 2021 | WAT Atzgersdorf              |
| 57  | Österreicherin | Josefine Hanfland          | KM         | 19.02.1996 | 1,80 m | 2017 | HSG Blomberg-Lippe           |
| 59  | Ungarin        | Csenge Kuczora             | RM         | 26.01.2000 | 1,76 m | 2024 | Váci NKSE (HUN)              |
|     | Deutscher      | Herbert Müller             | Trainer    | 03.09.1962 | 1,80 m | 2010 | CS Urban Brașov              |
|     | Deutscher      | Helfried Müller            | Co-Trainer | 07.07.1966 | 1,79 m | 2010 | CS Urban Brașov              |

### Zugänge 2025/26
- Jana Scheib (TuS Metzingen)[3]
- Laura Kuske (Buxtehuder SV)[4]
- Lotta Heider (Buxtehuder SV)[4]
- Giulia Guarieiro (KH-7 BM. Granollers)[5]
- Dilayla Alarslan (eigener Nachwuchs)[6]
- Luca Faragó (Mosonmagyaróvári KC SE, Leihe)[7]

### Abgänge 2025/26
- Kerstin Kündig (GC Amicitia Zürich)[8]
- Kathrin Pichlmeier (Karriereende)[9]
- Dinah Eckerle (Karriereende)[10]
- Ida Gullberg (HØJ Håndbold)[11]

## Jugend
Die weibliche B-Jugend des Thüringer HC wurde in den Jahren 2006, 2007 und 2009 deutscher Jugendmeister. Zudem wurde die weibliche A-Jugend des Thüringer HC 2025 DHB-Pokalsieger.